# Тісто для печива

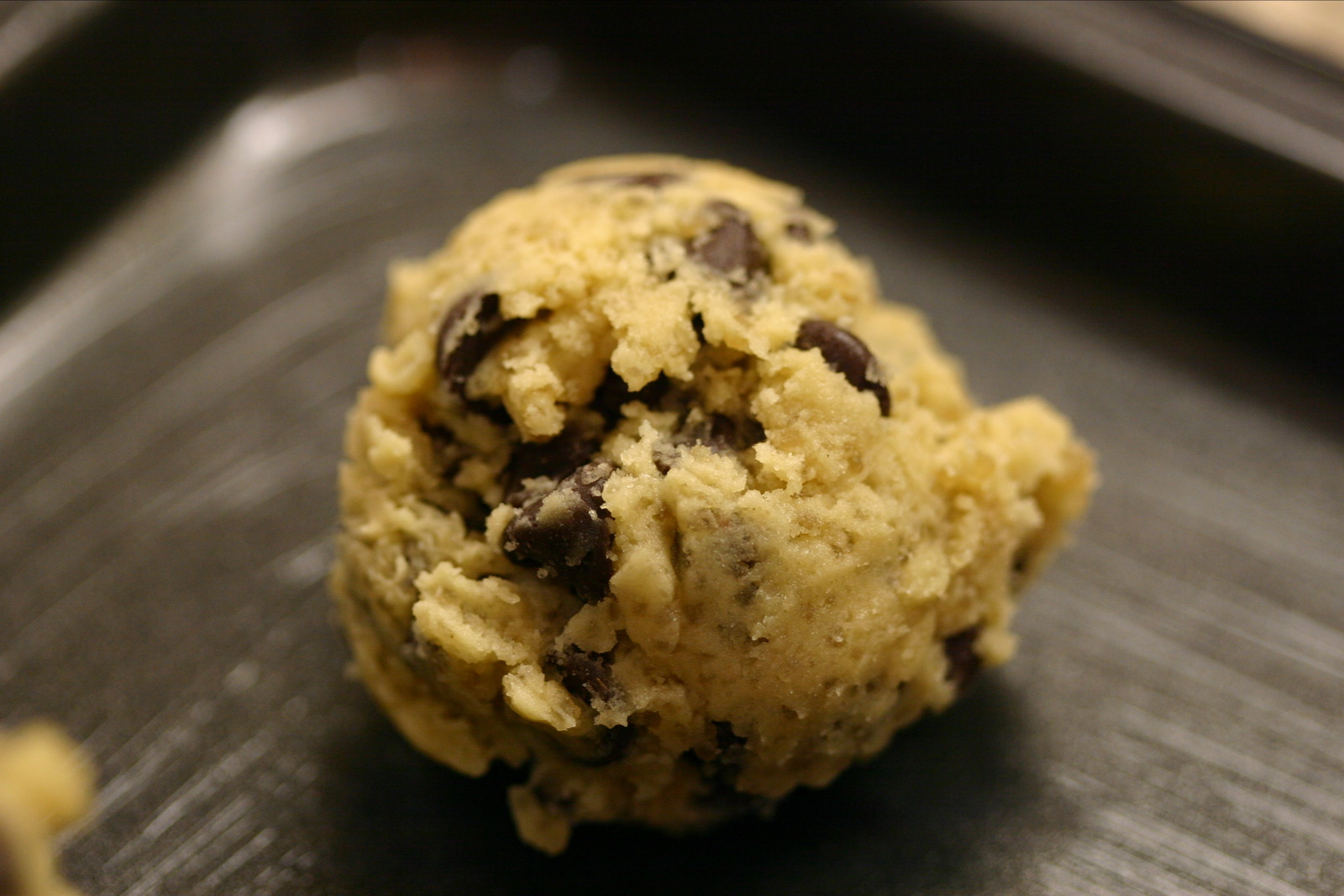
Тісто для печива з шоколадною крихтою

Тісто для печива — сира суміш інгредієнтів для печива. У той час як тісто для печива зазвичай призначене для випікання окремих печив перед вживанням, їстівне тісто для печива готується таким, як є, і зазвичай готується без яєць, щоб зробити його безпечнішим для вживання людиною.
Тісто для печива можна приготувати вдома або купити готове в упаковках (заморожені брикети, відерця тощо). Десертні продукти, що містять тісто для печива, включають морозиво та цукерки. Крім того, готове тісто для печива продається з різними смаками.
При приготуванні в домашніх умовах до складу тіста зазвичай входять борошно, вершкове масло, цукрова пудра, сіль, ванільний екстракт та яйця. Якщо тісто готується для випікання, то додаються розпушувачі, такі як харчова сода або пекарський порошок. Однак їх часто не додають до тіста для печива, яке їдять сирим. Тісто для печива з шоколадною крихтою — популярний варіант, до якого можна додати шоколадну крихту.

## Історія
Тісто для печива з'явилося в результаті приготування печива, яке з'явилося ще в VII столітті в Персії, де його використовували як пробні пироги. Персія була однією з перших країн, де почали використовувати цукор, і незабаром стала відома своїми розкішними пирогами та випічкою. Перше печиво спочатку називали пробним пирогом, а не «печивом», тому що перси випікали невелику кількість тіста для пирога в духовці, щоб перевірити температуру, і воно виглядало як маленький пиріг. Концепція печива поширилася і стала відома в усьому світі. Для зручності воно перетворилося на бісквіт, оскільки його було легше зберігати свіжим протягом тривалого часу та зручно брати з собою в дорогу.
Печиво з'явилося в Європі десь між XVII та XVIII століттями, коли випічка стала популярною. У той час вперше було використано слово «печиво». Цей термін походить з голландської мови, де Koekje означає «маленький або крихітний пиріжок». Під час промислової революції, що відбулася після цього, з'явилося більше рецептів печива. Продовжують з'являтися нові форми та смаки печива, в тому числі їстівне тісто для печива. Рут Грейвс Вейкфілд (Ruth Graves Wakefield) та Сью Брайдс (Sue Brides) володіли готелем Toll House Inn у Вітмені, штат Массачусетс, де 1938 року вони створили однойменне шоколадне печиво.
Коли печиво стало популярнішим, люди почали пекти його вдома та пробували тісто, щоб переконатися, що воно солодке. Пізніше з'явилася практика їсти сире тісто, хоча це може бути шкідливим для здоров'я.

## Ризики для здоров'я
Через вміст сирих яєць та борошна вживання сирого тіста для печива підвищує ймовірність зараження харчовим отруєнням. Управління з санітарного нагляду за якістю харчових продуктів і медикаментів США (FDA) настійно не рекомендує вживати в їжу будь-які продукти, що містять сирі яйця або борошно, через загрозу зараження хвороботворними бактеріями, такими як сальмонела та кишкова паличка. У рецептах печива замість яєць можна використовувати дві столові ложки молока. Розпушувач тіста або харчову соду можна не додавати. Це гарантує, що тісто для печива безпечне для вживання в їжу. Тісто для печива слід зберігати в морозильній камері, але його можна вживати в їжу, якщо воно пролежало на відкритому повітрі 2—4 години.
Кілька спалахів були спричинені патогенами, що містяться в борошні. Наприклад, сире борошно виявилося причиною спалаху кишкової палички в червні 2009 року, коли було відкликано тісто для печива Nestlé Toll House, розфасоване в упаковки. Понад 70 людей захворіли, але ніхто не помер. 2010 року компанія Nestlé перейшла на термічну обробку всього борошна, що використовується для виробництва тіста для печива. Термічна обробка борошна — простий спосіб знищення бактерій. Цей спосіб полягає в нагріванні борошна в духовці при температурі 300 °F (149 °C) або в нагріванні борошна в мікрохвильовій печі до тих пір, поки воно не стане гарячим.
2016 року компанія General Mills відкликала борошно та суміші для випічки через кишкову паличку в сирому борошні. 2015 року деякі продукти Blue Bell Ice Cream були відкликані через лістерії, виявлені на підприємстві, що виробляє тісто для шоколадного печива та інших видів печива з добавками.

## Їстівне тісто для печива
Тісто для печива, призначене спеціально для вживання в сирому вигляді (наприклад, у складі морозива), готується або з пастеризованими яйцями, або взагалі без яєць, з термічно обробленим борошном.
Серед компаній, що пропонують їстівне тісто, можна назвати «Nestle Tollhouse Edible Cookie Dough», Dō, Edoughable та The Cookie Dough Café.
У 2010-х роках їстівне тісто для печива, що не містить яєць і приготоване зі спеціально обробленого борошна, стало трендом у світі десертів і призвело до створення кількох компаній. Деякі кондитерські продають кілька десертів з тістом для печива як один із варіантів, тоді як інші займаються виключно приготуванням та продажем тіста.